# Yssingeaux
Yssingeaux település Franciaországban, Haute-Loire megyében. Lakosainak száma 7380 fő (2022. január 1.). Yssingeaux Araules, Beaux, Bessamorel, Grazac, Le Pertuis, Queyrières, Saint-Jeures, Saint-Julien-du-Pinet és Saint-Maurice-de-Lignon községekkel határos.

## Népesség
A település népessége az elmúlt években az alábbi módon változott:
| Lakosok száma | 5565 | 6228 | 6118 | 6888 | 7061 | 7122 | 7202 | 7278 | 7320 | 7380 |
|               | 1968 | 1982 | 1990 | 2006 | 2013 | 2015 | 2017 | 2019 | 2020 | 2022 |